# Escapães
Escapães est une paroisse civile portugaise (en portugais : freguesia) de la municipalité de Santa Maria da Feira dans le district d'Aveiro.

## Démographie
Lors du recensement de 2021, Escapães compte 3 315 habitants.